# آدیتی
آدیتی (انگلیسی: Aditi) یک الهه ودایی ایزدبانو در هندوئیسم، تجسم نامتناهی است. او الهه زمین، آسمان، ناهشیاری، گذشته، آینده و باروری است. او مادر خدایان آسمانی آدیتیاس است و به عنوان مادر خدایان بسیاری از او یاد می‌شود. او ممکن است به عنوان شکلی زنانه از برهما و مرتبط با ماده اولیه (mulaprakriti) در ویدانته دیده شود. در «ریگ‌ودا» نزدیک به ۸۰ بار از او نام برده شده‌است.